# 버툭스 옴니
버툭스 옴니(Virtuix Omni)는 가상현실 게임을 보다 더 현실적으로 체험 할 수 있도록 해주는 장비로써 가상현실 세계를 시각적으로 구현하는 Head mounted display인 오큘러스 리프트(Oculus Rift)의 기능에 신체 동작과 움직임을 결합하여 오큘러스 리프트와 함께 사용할 때 가상현실 세계를 보다 더 실감나게 체험할 수 있도록 해주는 장비이다. 360도 전 방향으로 제자리에서 걷거나 달리는 등 다양한 움직임이 구현 가능하며 허리에 달린 스트랩(지지대)과 전용 신발을 통해 안전성과 기능성을 높였다.

## 역사
가상현실이란 한 환경이나 상황을 컴퓨터로 만들어서, 그것을 사용하는 사람이 마치 실제 주변 상황·환경과 상호작용을 하고 있는 것처럼 만들어 주는 인간-컴퓨터 사이의 인터페이스를 말한다. 가상현실이 주목 받기 시작하자 오큘러스 리프트와 같은 가상현실체험 기기에 대한 관심도 높아졌다. 버툭스 옴니는 가상현실을 시각적으로만 즐기는 것에서 그치지 않고 전신을 사용해 가상현실에서 직접 걷고 뛰는등 실제로 움직임을 구현하며 가상현실을 보다 더 현실적으로 느끼게 해주는 혁신적인 기기로 IT분야에서 최근 많은 주목을 받고 있다.
버툭스(Virtuix)의 설립자 잔 지오트겔룩(Jan Goetgeluk)과 버툭스 옴니 개발 팀은 2013년 6월 4일 크라우드 펀딩(crowd funding) 플랫폼으로 유명한 킥스타터(kickstarter)를 통해 본격적인 모금을 시작했다. 초기 목표금액이었던 15만 달러(약 1억 6천만원)을 훨씬 뛰어넘는 금액인 110만 달러(약 11억 4천만원)와 투자자 3000명 이상을 모으는데 성공했으며, 크라우드 펀딩 자금 이외에도 주요 투자자로부터 총 300만 달러(31억원)의 자금 조달이 이뤄지기도 했다.
개발자 버전은 300달러로 책정되었으며 예약 주문 가격은 499달러(52만원)로 2014년 4월 8일부터 홈페이지를 통해 예약주문을 받고 있다. 일반 소비자 버전은 2014년 9월 경 출시되어 발송될 예정이다.

## 구성
버툭스 옴니는 12세 이하의 어린이에게 권장되지 않으며 옴니를 사용할 수 있는 최대 체중은 130kg까지 신장은 142cm – 195cm사이이다.
- 무게: 75 lb (34 kg)
- 크기: 바깥 지름 45"

현재 사이트에서 버툭스 옴니 공식 홈페이지에서 확인할 수 있는 옴니 트레드밀의 구성은 다음과 같다.

### 구성제품
- 버툭스 옴니 인터페이스 플랫폼(발판)
- 옴니 전용 신발 한 켤레 (사이즈 선택 가능)
- 벨트 지지대 (사이즈 선택 가능)
- 버툭스 옴니 트랙킹 소프트웨어 및 하드웨어
- 1년 품질보증서

이 외에 오큘러스 리프트, 게임 컨트롤러, PC는 구성에 포함되지 않는다.

## 활용범위

### 게임
버툭스 옴니의 적용범위는 다양하지만 주로 쓰이는 분야는 게임으로, 키보드 인풋을 사용하는 아무 PC게임과 함께 사용이 가능하다.(오큘러스 리프트나 다른 Head mounted display는 필수적이다.) 플레이어가 실제로 1인칭으로 움직여야하는 게임들, 특히 액션 게임이나 FPS와 같은 1인칭 슈팅 게임은 모두 옴니를 이용하여 즐길 수 있다. 최근에는 제품의 구성에 블루투스를 포함 시켜 모바일 기기이나 PC와도 직접 무선으로 호환이 가능하게 만들어 더 다양한 가상현실을 체험할 수 있게 되었다.

### 건강 (스포츠)
트레드밀의 구조를 가진 버툭스 옴니의 특성 상 건강과 운동의 목적도 빼 놓을 수 없다. 실제로 옴니 위에서 걷기, 뛰기, 쭈그려 앉기 등 다양한 모션이 가능하기 때문에 자신이 좋아하는 게임을 즐기면서 운동도 할 수 있다는 큰 장점이 있지만, 게임을 통한 간접적인 운동 외에도 자신이 원하는 가상현실을 배경으로 움직임을 구현할 수 있어 운동 그 자체의 목적 만으로도 이용 가능하다. 버툭스 옴니 공식 홈페이지는 옴니의 소프트웨어에 이동 거리와 소모한 칼로리를 계산하는 기능이 있으며 옴니를 이용한 한 실험에서 옴니를 이용해 한 시간 동안 강도 높은 움직임의 게임을 플레이했을 경우 3-3.5마일 정도를 뛴 것과 같은 효과인 약 350-400칼로리를 소모할 수 있다고 밝혔다.

### 버추얼 투어리즘
NASA 제트엔진 추진 연구소의 Human Interfaces Group은 오큘러스 리프트와 버툭스 옴니를 이용한 화성 버추얼 투어리즘(가상현실 여행) 실험을 진행하기도 했다. 화성의 표면과 지형을 직접 탐사하는데 그치지 않고 큐리오시티 로버(Curiosity Rover)의 역할을 대신하여 큐리오시티가 바라보는 관점에서 화성의 근접촬영을 가능하게 해준다.  연구소는 오큘러스 리프트나 버툭스 옴니와 같은 가상 현실 기기들을 이용한 우주 탐사와 여행의 구현과 상용화에 대한 긍정적인 전망을 제시하고 있다.

### 훈련, 시뮬레이션
움직임을 구현할 수 있다는 버툭스 옴니의 최대 강점에 맞게 많은 연습을 필요로 하지만 실제로 구현하기 쉽지 않은 군사 훈련이나 비행기 조종 등 각종 훈련 및 시뮬레이션에 효과적으로 사용될 수 있다.

## 장점

### 보다 더 현실적인 가상현실 체험
기존에는 오큘러스 리프트나 다른 head mounted display 등을 통해 시각적으로만 가상현실을 체험할 수 있었지만 버툭스 옴니는 사용자의 움직임까지 가상현실에 녹아내어 보다 더 현실적인 가상현실의 체험이 가능해졌다. 또한 시선과 움직임을 일치시켜 '인지부조화'를 없애는데 도움을 주기 때문에 모든 가상현실 기기의 문제점 중 하나인 멀미 문제를 해결할 수 있다.

### 운동 효과
버툭스 옴니의 가장 큰 장점 중 하나는 게임을 플레이 하면서 동시에 운동 효과를 볼 수 있다는 것이다. 장시간 똑같은 자세로 앉아있고 활동량이 전무한 기존의 게임 방식에 비해 게임을 보다 더 실감나게 즐길 수 있으면서도 동시에 운동을 할 수 있기 때문에 다른 가상현실 기기에서 찾아볼 수 없는 매력적인 장점을 갖고있다.

## 문제점

### 멀미
멀미(motion sickness)는 버툭스 옴니 뿐만 아니라 거의 모든 가상현실 기기가 직면한 가장 큰 문제점인데, 사실 멀미 문제는 버툭스 옴니에 있어서 문제점이기도 하지만 강점이기도 하다. 멀미를 유발하는 원인으로는 해상도, 지연성 등이 있지만 가장 큰 원인 중 하나는 바로 ‘감각불일치'이다. 몸은 움직이지 않는데 시야는 움직이는, 즉 플레이어의 시선과 포지션이 일치되지 않을 때 '감각의 불일치' 현상이 일어나며 멀미를 일으킨다. 이러한 현상은 특히 빠른 움직임을 필요로 하는 액션 게임이나 FPS의 경우 그런 현상은 더 심하다. 가상현실에 적응되지 않은 플레이어가 처음 가상현실을 접할 때  이 경우는 모두 시각과 관련되어 있어 플레이어의 모션과 시각을 일치시키는 버툭스 옴니의 경우 이 문제를 완화시킬 수 있다.

### 층간 소음 문제
Reddit의 토론 페이지에서 옴니의 소음에 대한 질문에 Jan Goetgeluk은 옴니의 소음은 여타 런닝머신의 소음과 비슷한 정도이며 옴니가 자체적으로 충격으로 인한 소음이나 울림을 완화시켜준다고 말했다. 하지만 아파트 형태의 주거공간이 보편적인 한국에서는 층간 소음의 문제를 무시할 수 없다.

### 게임의 형평성 문제
다른 플레이어들과 함께 게임하는 멀티플레이어형 게임, 특히 1인칭 슈팅 게임인 FPS(First-person shooter)게임에서 기존의 전통적인 방식을 이용해 게임을 플레이하는 유저들과 옴니를 이용하는 플레이어들 간의 형평성 문제가 존재한다. 아무래도 앉아서 최소한의 움직임으로 게임을 조종할 수 있는 전자의 방식과 달리 옴니를 이용하여 게임을 플레이하게 되면 체력소모가 심하여 PC로 플레이하는 유저에 비해 상당히 불리할 수 밖에 없다. 이에 대한 해결방안으로 옴니만을 위한 서버를 만들어서 옴니를 이용하는 플레이어들 끼리만 게임을 즐길 수 있게 개선하는 방안을 현재 검토중이라고 한다.

## 경쟁 제품

### 사이버리스 버추얼라이저
원래 버툭스 옴니가 Omnidirectional treadmill의 원조이자 유일한 제품이었지만, 오스트리아 사이버리스(Cyberith)사의 버추얼라이저(Cyberith Virtualizer)가 출연하며 옴니의 경쟁 상대로 물망에 올랐다. 개발자인 Tuncay Cakmak은 빈 대학의 동기들과 함께 사이버리스를 설립하여 2013년도에 버추얼라이저의 개발을 시작했다.

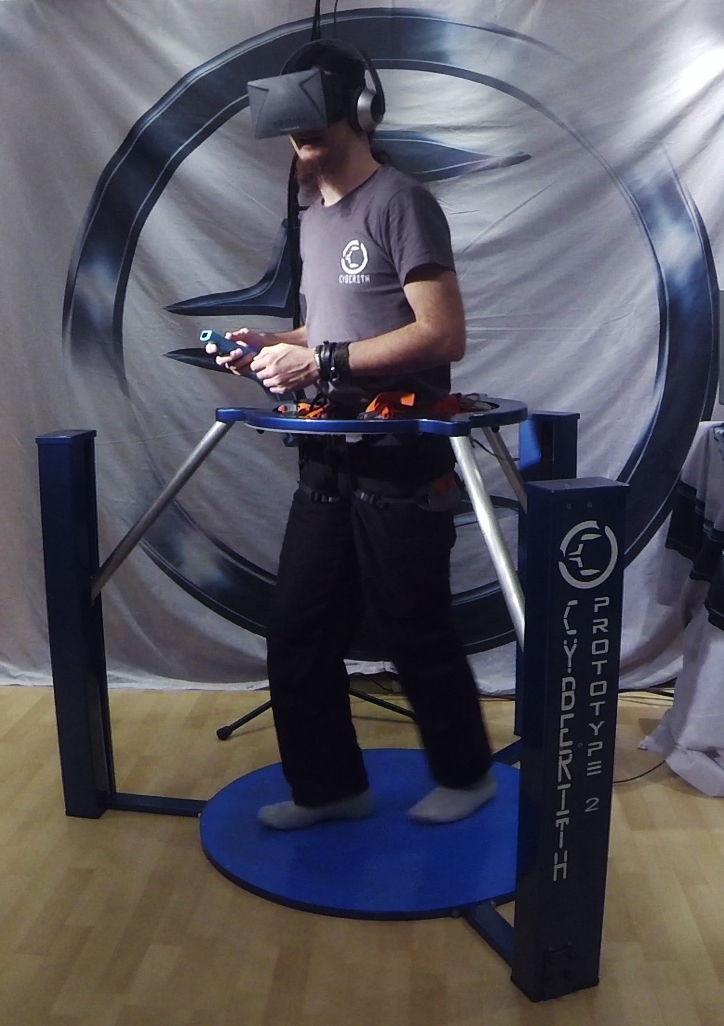
Cyberith Virtualizer Prototype 2

버추얼라이저의 기본적인 구성이나 구현 방식 등은 옴니와 비슷하지만, 두 제품 사이의 몇 가지 차이점이 존재한다.
- 지지대와 다양한 움직임의 구현

가장 큰 차이점이자 버추얼라이저의 장점은 바로 조절 가능한 지지대이다. 옴니의 경우 지지대를 조절할 수 없어 걷기, 뛰기, 숙이기 등의 비교적 간단한 움직임만을 구현할 수 있었지만 버추얼라이저는 조절 가능한 지지대를 개발하여 플레이어로 하여금 옴니에서는 구현 불가능한 앉기, 눕기, 엎드리기, 옆으로 걷기, 점프 등 훨씬 더 복잡한 움직임의 구현이 가능하다.
- 자연스러운 움직임

이 외에도 개발자는 옴니에서는 다소 부자연스러웠던 뒤로 걷기와 웅크리기도 버추얼라이저를 통해서는 자연스럽게 구현할 수 있다고 밝혔다.
- 전용 신발

또한 버툭스 옴니는 기기를 이용하기 위해 전용 신발이 따로 필요한 반면에 버추얼라이저는 양말만 신고도 플레이가 가능하기 때문에 소음도 대폭 줄임과 동시에 편리성도 높였다.
버추얼라이저는 현재 개발 단계에 있기 때문에 아직 가격이나 다른 정보를 확실하게 알 수 없지만 무게는 대략 34kg인 옴니에 비해 다소 더 무거운 45kg로 예상되고 있으며 빠른 시일 안에 크라우드펀딩을 시작해 2014년 안에 시장에 진출할 계획이라고 알려져 있다. 현재 버추얼라이저의 두번째 프로토타입이 완성된 상태이며 메인 유닛이 완성 중에 있다.

## 향후계획
Virtuix의 설립자인 Jan Goetgeluk은 Reddit의 토론 및 질문 페이지와 Polygon과의 인터뷰에서 버툭스 옴니를 발전시킬 향후 계획을 밝혔다.

### 움직임의 다양화
Goetgeluk은 Reddit 페이지에서 "회전하는 의자를 옴니의 구성에 추가하여 반드시 서서 게임을 즐겨야만 했던 그 전과 달리 앉아서도 게임을 즐길 수 있도록 하는 것이다. 또한 현재 버전에서는 구현 불가능한 웅크림, 앉기, 오르기, 발차기 등 움직임을 더 다양화시키고 자유롭게 할 수 있도록 연구할 계획인데, 이러한 개선들은 싼 값에 이루어지지는 않을 것으로 본다. 현재의 옴니 버전이 가장 비용 대비 효율이 높은 제품이긴 하지만 고객들이 요구한다면 얼마든지 개선하고 발전시킬 여지가 있다" 라고 말하며 움직임을 더 다양하게 발전시키려는 계획을 밝혔다.

### 전용신발 대신 탈부착 가능한 밑창 개발
버툭스 옴니를 이용하기 위해서는 전용 신발이 필요하다. 마찰력을 최대한 줄이고 옴니 본체 기기가 이 신발 밑창에 달려있는 롤러에서 전달되는 전기 신호를 읽는 방식으로 가상현실에서 움직일 수 있기 때문에 옴니를 사용하기 위해서는 반드시 필수적이다. 하지만 가격이나 편리함과 같은 문제로 따로 신발을 구매하기 보다 기존에 가지고 있던 신발의 밑창에 탈부착 할 수 있는 "clip on shoes"에 대한 구매자들의 요구가 높아졌고, Goetgeluk은 이에 대해 "Clip on shoes"에 관해 진지하게 논의 중이다. 옴니에 최적화 된 신발이 움직임이나 기능 면에 있어선 가장 좋겠지만 모두에게 맞는 신발을 제작하는 것은 불가능하다. 또 제품을 보다 더 편리하게 이용할 수 있도록 탈부착 가능한 옴니용 신발 밑창을 제작할 예정이다."라고 말하며 버툭스 옴니의 향후 계획을 밝혔다.

## 같이 보기
- 오큘러스 리프트
- 사이버리스 버추얼라이저(영어판)